# عبد الله مكي (لاعب كرة قدم)
عبد الله مكي محمد (مواليد 13 مايو 2001) هو لاعب كرة قدم قطري يلعب مع نادي لوسيل كلاعب وسط .
لعب سابقاً مع نادي الغرافة.